# Макар'єв
Макар'єв (рос. Макарьев) — місто в Макар'євському районі Костромської області Російської Федерації.
Населення становить 6266 осіб. Входить до складу муніципального утворення місто Макар'єв.

## Історія
У 1936-1944 року населений пункт перебував у складі Івановської області. Від 1944 належить до Костромської області.
Від 2007 року входить до складу муніципального утворення місто Макар'єв.

## Населення
| 1856  | 1897  | 1926  | 1931  | 1939  | 1959    | 1970  |
| ----- | ----- | ----- | ----- | ----- | ------- | ----- |
| 3600  | ↗6000 | ↗6500 | ↘6200 | ↗8500 | ↗10 076 | ↘9337 |
| 1979  | 1989  | 1992  | 1996  | 1998  | 2000    | 2001  |
| ↘8966 | ↗9153 | ↘8600 | ↘8500 | ↘8400 | ↘8300   | ↘8200 |
| 2002  | 2003  | 2005  | 2006  | 2007  | 2008    | 2009  |
| ↘7847 | ↘7800 | ↘7600 | ↘7500 | →7500 | ↘7382   | ↗7418 |
| 2010  | 2011  | 2012  | 2013  | 2014  | 2015    | 2016  |
| ↘7274 | ↗7300 | ↘7211 | ↘7025 | ↘6928 | ↘6795   | ↘6695 |
| 2017  | 2018  | 2019  | 2020  | 2021  |         |       |
| ↘6632 | ↘6579 | ↘6485 | ↘6390 | ↘6266 |         |       |